# フニオール・アロンソ
フニオール・オスマル・イグナシオ・アロンソ・ムヒカ（スペイン語: Júnior Osmar Ignacio Alonso Mujica、1993年2月9日 - ）は、パラグアイのサッカー選手。ポジションはDF。

## クラブ歴
アスンシオンに生まれ、セロ・ポルテーニョの下部組織からトップチームに昇格した。
2017年1月にリーグ・アンのリールに移籍。2018年8日の15日、セルタ・デ・ビーゴへのローン移籍が発表された。
2020年7月2日、アトレチコ・ミネイロに4年契約で移籍した。

## 代表歴
2013年10月11日に行われた2014 FIFAワールドカップ・南米予選のベネズエラ代表戦でA代表初出場。2017年3月23日に行われた2018 FIFAワールドカップ・南米予選のエクアドル代表戦で代表初得点を記録した。

## 個人成績
2018年3月19日現在
代表での得点一覧
| No | 日附          | 場所                                                         | 対戦相手   | 得点 | 結果 | 大会                              |
| -- | ------------- | ------------------------------------------------------------ | ---------- | ---- | ---- | --------------------------------- |
| 1  | 2017年3月23日 | アスンシオン・エスタディオ・ディフェンソーレス・デル・チャコ | エクアドル | 2–0  | 2–1  | 2018 FIFAワールドカップ・南米予選 |